# Брекчия

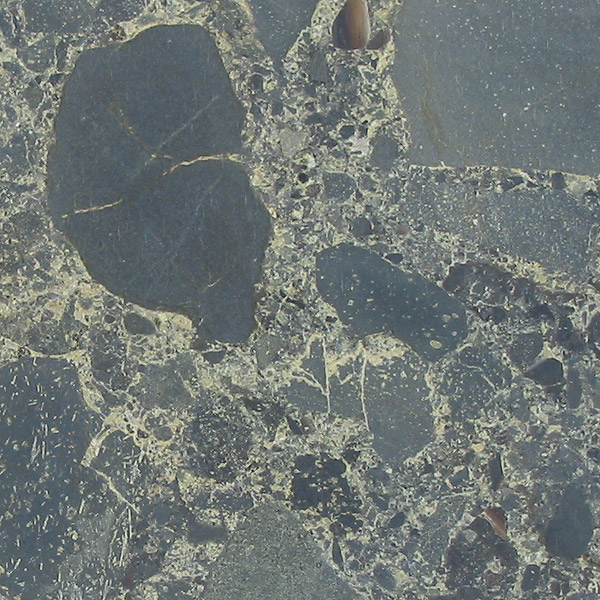
Брекчия из обломков базальта, сцементированных эпидотом

Брекчия (итал. breccia — ломка) — горная порода, сложенная из угловатых обломков (размерами более 1 см) и сцементированная. В брекчии, в отличие от конгломерата, почти нет окатанных обломков.

## Классификация
По составу брекчии разделяются на:
- Мономиктовая брекчия — сложенная обломками одной породы.
- Полимиктовая брекчия — состоит из нескольких различных пород.

По способам возникновения брекчии подразделяются на три группы:
1. Вулканогенная брекчия
- при цементации более жидкой лавой лавовых обломков
- при дроблении потоков вязкой лавы в процессе их течения (лавовая брекчия)
- при накоплении туфов и других вулканогенных обломочных материалов (туфобрекчия)
- при диагенезе отложений грязевых потоков вулканических областей (лахаров).

2. Осадочная брекчия
- в континентальных условиях возникают при цементации делювия склонов, отложений селевых потоков или при разрушении кровли карстовых пустот (карстовая брекчия).
  - Отдельно выделяют костяную брекчию, которая образуется в местах массовой гибели и захоронения позвоночных животных.
- в морских условиях брекчии возникают за счёт разрушения прибрежных скал или рифов.

3. Тектоническая брекчия
- брекчии трения — возникают в толще горных пород в процессе тектонических подвижек, при дроблении породы вдоль разломов. Крупные обломки в таких брекчиях обычно погружены в мелко раздробленную массу. Бывает трудно различить тектоническую и осадочную брекчии.

- Мегабрекчия — специальный термин для выделения брекчий, исключительно больших по площади и с крупными обломками; например, в районах ударных кратеров[2].